# کنترل از طریق مرجع
کنترل از طریق مرجع (به انگلیسی: Authority control) در علوم کتاب‌داری، فرایندی است که اطلاعات کتاب‌نگاری را مثلاً در یک داده‌نامه کتابخانه سازمان می‌دهد. تکنیک روش «کنترل با مرجع» آن است که برای هر عنوان، از یک املای نام منفرد و مجزا (سرآیند) استفاده می‌کند یا از یک شناسه عددی استفاده می‌کند. در اینجا واژه «مرجع» از این ایده منشأ گرفته‌است که نام‌های افراد، مکان‌ها، اشیا و مفاهیم مرجع دهی شده‌اند، یعنی به یک حالت خاص بنا شده‌اند. این شناسه یا سرآیندهای «یکی از یک نوع» در سراسر داده‌نامه‌هایی که از فایل مرجع مرتبط استفاده می‌کند، به صورت سازگار اعمال شده‌اند همچنین این شناسه‌ها یا سرآیندها برای دیگر روش‌های سازمان دهی داده مثل پیوند و درون ارجاع قابل اعمال هستند. هر ورودی کنترل شده در یک رکورد مرجع از نظر حوزه و کاربرد توصیف شده‌است، و این نوع سازماندهی به کارمندان کتابخانه کمک می‌کند تا از داده نگهداری کنند و آن را برای پژوهشگران کاربر-پسند کنند.
داده‌نامه‌نویس‌ها به هر موضوع -مثل نویسنده، عنوان، سری یا شرکت- یک شناسه یا اصطلاح سرآیندی یکتای به‌خصوص انتساب می‌دهند که این شناسه به صورت سازگار، یکتا، و بدون ابهام برای همه ارجاع‌ها به یک موضوع مشابه استفاده می‌شود، مزیت این کار دفع تغییراتی است که بواسطه املای متفاوت، نویسه‌گردانی، تخلص، یا نام مستعار ممکن است ایجاد شود. «سرآیندهای یکتا» کابران را به کلیه «اطلاعات مرتبط» راهنمایی می‌کنند، مثلاً آنها را برای دسترسی به عناوین مرتبط یا همایند راهنمایی می‌کنند. رکوردهای مرجع می‌توانند در یک پایگاه داده ترکیب شوند که در این صورت به آن فایل(پرونده) مرجع گفته می‌شود. این فایل‌ها، و نیز «پیوندهای منطقی» به دیگر فایل‌ها، باید نگهداری و به روزرسانی شوند، که کار این وظیفه کتابداران و دیگر داده‌نامه‌نویسان است. بر این اساس، کنترل با مرجع نوعی دایره واژه نظارت شده و نوعی کنترل کتاب‌نگاری است.
درحالیکه از دیدگاه نظری، هر اطلاعاتی را می‌توان از طریق مرجع کنترل کرد، مثلاً با مرجع‌های نام فردی یا شرکتی، عناوین یکسان، نام سری، یا موضوع‌ها، داده‌نامه‌نویسان کتابخانه، معمولاً روی نام نویسنده و عناوین کار تمرکز می‌کنند. سرآیندهای موضوعی که در کتابخانه کنگره وجود دارند، کاری مشابه رکوردهای مرجع انجام می‌دهند، اگرچه معمولاً نوع مجزایی در نظر گرفته می‌شوند.
با گذشت زمان، و با تغییر اطلاعات، باید سازماندهی مجدد انجام داد. از یک دیدگاه کنترل با مرجع دربارهٔ ساخت یک سامانه کامل و یکپارچه بحث نمی‌کند، بلکه یک تلاش مستمر برای تغییر کردن است و نیز سعی آن در اضافه کردن «ساختار و ترتیب» با هدف کمک کردن به کاربران برای پیدا کردن اطلاعات است.

## مزایای کنترل با مرجع
- پژوهش بهتر: به پژوهشگران کمک می‌کند تا با تلاش کمتر به یک موضوع خاص دسترسی پیدا کنند. یک پایگاه داده/داده‌نامه که به خوبی طراحی شده‌است، به محقق کمک می‌کند تا چند واژه از یک ورودی را پرسمان کند تا به عبارات و اصطلاحات از پیش بنا شده برسد، پس دقت افزایش می‌یابد و در زمان صرفه جویی می‌شود.[۱۲]
- جستجوی قابل پیش‌بینی تر:[۱۳] می‌تواند همراه با جستجوی کلیدواژه استفاده شود، یعنی مثلاً با «و» یا «نقیض» یا «یا» و دیگر عملگرهای بولی در یک مرورگر وب استفاده شود.[۱۱] این موضوع احتمال آنکه یک جستجو موارد مرتبط را برگرداند را افزایش می‌دهد.[۱۲]
- سازگاری رکوردها[۱۴][۱۵][۱۶]
- سازمان‌دهی و ساختاردهی اطلاعات[۱۰]
- کارایی برای داده‌نامه‌نویس‌ها: فرایند کنترل با مرجع، نه تنها به محققانی که دنبال موضوع به‌خصوص برای تحقیق هستند کمک می‌کند، بلکه این موضوع به داده‌نامه‌نویس‌ها نیز کمک می‌کند تا اطلاعات را سازمان بدهند. داده‌نویس‌ها می‌توانند از رکوردهای مرجع هنگام رده‌بندی موارد جدید استفاده کنند، زیرا می‌توانند ببینند که کدام رکوردها تا کنون داده‌نامه شده‌اند و در نتیجه جلوی کارهای غیرلازم گرفته می‌شود.[۱۰][۱۱]
- حداکثرسازی منابع کتابخانه[۱۰]
- نگهداری ساده‌تر داده‌نامه: به داده‌نویس‌ها کمک می‌کند تا خطاها را تشخیص دهند و آن را تصحیح کنند. در بعضی مواقع، برنامه‌های نرم‌افزاری به افرادی که روی نگهداری داده نامه کار می‌کنند کمک می‌کند تا کارهای بعدی را انجام دهند مثلاً پاک‌سازی خودکار انجام دهند.[۱۷] همچنین به سازندگان و کاربران فراداده کمک می‌کند.[۱۲]
- خطاهای کمتر: به گرفتن خطاهای علامتی یا املایی کمک می‌کند، این خطاها می‌توانند در طول زمان انباشته شوند، که به این موضوع «رانش با کیفیت» می‌گویند. برای مثال ماشین‌ها می‌توانند خطاهای املایی مثل «Elementary school techers» یا «Pumpkilns» را بگیرند، که بعداً می‌تواند توسط کارمندان کتابخانه اصلاح شوند.[۱۸]